# Hell Songs
 (mai 2023).
Si vous disposez d'ouvrages ou d'articles de référence ou si vous connaissez des sites web de qualité traitant du thème abordé ici, merci de compléter l'article en donnant les références utiles à sa vérifiabilité et en les liant à la section « Notes et références ».
Albums de Daughters
Canada Songs
(2003)
Hell Songs est le deuxième album studio du groupe de Mathcore américain Daughters.
Le titre est une référence à l'album précédent, qui porte le nom de Canada Songs.
L'album marque un virage dans le style du groupe. En effet, les caractéristiques Mathcore de la musique ont quasiment disparu des compositions pour laisser place à un son plus tourné vers le Rock Experimental.
La durée moyenne des titres a considérablement augmenté: Hell Songs dure deux fois plus longtemps que son prédécesseur, Canada Songs.
Le chant est également très différent que sur l'album précédent : en effet, il n'y a pas un seul scream de tout l'album.
La version japonaise de l'album inclut un CD supplémentaire composé de douze titres joués en live. Le disque est intitulé Live at CBGB's, Stupid.
L'album est sorti en août 2006 sous le label Hydra Head Records.

## Composition
- A.S.F. Marshall - Chant
- Brent Frattini - Guitare
- Nicholas Andrew Sadler - Guitare
- Samual M. Walker - Basse
- Jon Syverson - Batterie

## Liste des morceaux
Les dix pistes de cet album sont :
1. Daughters Spelled Wrong 1:41
2. Fiery 1:27
3. Recorded Inside A Pyramid 3:26
4. X-Ray 0:49
5. Feisty Snake-Woman 2:13
6. Providence By Gaslight 1:53
7. Hyperventilationsystem 2:45
8. Crotch Buffet 1:07
9. Cheers Pricks 6:00
10. The Fuck Whisperer 1:47

### Live at CBGB's, Stupid
1. And Then the C.H.U.D.S. Came / Mike Morowitz, the Fantasy Fuck (2:34)
2. Hello Assholes (0:43)
3. X-Ray (1:16)
4. Jones from Indiana (1:05)
5. Nurse, Would You Please Prep the Patient for Sexual Doctor (1:23)
6. Damn Those Blood Suckers and Their Good Qualities (1:24)
7. Fur Beach (1:05)
8. Flattery is a Bunch of Fucking Bullshit / Room Full of Hard-Ons and Nowhere to Sit Down (1:36)
9. I Slept With Daughters and All I Got Was This Lousy Song Written About Me (1:02)
10. Pants, Meet Shit (1:01)
11. The Ghost With the Most (2:28)
12. I Don't Give a Shit About Wood, I'm a Chemist / My Stereo Has Mono and So Does My Girlfriend (2:43)